# Phalonidia vorticata
Phalonidia vorticata es una especie de polilla del género Phalonidia, categorizada en la tribu Cochylini, de la subfamilia Tortricinae.

## Distribución
Se distribuye por América del Sur: Argentina, en la ciudad de Paraná.

## Taxonomía
Fue descrita por Meyrick en 1912.
Tratamiento taxonómico
La especie aparece registrada y publicada en Trans. ent. Soc. Lond. 1911: 673.